# Verzameling van het kasteel van Gaasbeek
Beknopt overzicht van de verzameling van het kasteel van Gaasbeek
Het circuit begint op de eerste verdieping, waar zich oorspronkelijk een aantal slaapkamers bevonden, die in het midden van de 20e eeuw hun huidige uitzicht kregen. De interieurs zijn dan ook typisch voor de museuminrichting van de jaren 1950/1960 (witte muren en donkere zolderingen).
- 1. Kamer met erker

Deze kamer is bemeubeld met sobere Vlaamse renaissancemeubels. Pronkstukken zijn de neoklassieke badkuip met paarden- en golf- of strigilismotieven en het laatgotische Doornikse tapijt waarop een zigeunerkamp is afgebeeld.
- 2. Kamer met groot glasraam

Ook deze ruimte is met Vlaamse renaissancemeubels ingericht. De korte bedden herinneren ons eraan dat men tot in de zeventiende eeuw half zittend sliep. Het Doornikse tapijt, net als het vorige uit de “Zigeunerreeks” van het atelier van Poissonnier, stelt een veroordelingsscène voor. Rechts naast de kast hangt een mooie Sint-Anna-ten-drieën (Onze-Lieve-Vrouw met haar moeder en Jezus) in lindenhout.
- 3. Arrivabenekamer

Hier logeerde graaf Giovanni Arrivabene, die in 1827 en ook nadien nog regelmatig in Gaasbeek te gast was. Typisch is het romantische hemelbed, waarin oude stoffen gerecupereerd werden om een “middeleeuwse” sfeer te creëren. Aan de wanden bevindt zich onder meer albast uit Nottingham, een Russisch-orthodox processiekruis en een 16e-eeuwse calvarie.
- 4. Ridderzaal

U bereikt deze zaal via de overloop van de renaissancetrap, het oudste deel van het kasteelinterieur dat nog overeind staat. De ridderzaal zelf is een voorbeeld van neogotische architectuur met spitsbogen, gepolychromeerde gewelven, glasraammotieven op de lambriseringen… In de boognissen ziet u een aantal op doek geschilderde taferelen, waarin de geschiedenis van Gaasbeek als een soort parade van grote historische en/of heroïsche momenten is weergegeven. In deze zaal zaten nooit ridders : zij is typisch voor de romantische tijdgeest, die graag gebruikmaakte van middeleeuwse elementen om een historiserende sfeer op te roepen.
- 5. Bibliotheek

In deze kamer bevonden zich honderd jaar geleden de meer dan 7000 boeken die de laatste markiezin van Gaasbeek bezat. Haar portret hangt aan de muur, naast dat van haar melancholiek kijkende echtgenoot Giammartino Arconati Visconti. Achter een van de kastdeurtjes is een geheime trap verborgen. Vanuit het kijkgat bovenaan bespiedde de markiezin haar personeel.
- 6. Archiefzaal

Het meest opvallende element in deze ruimte is de wandtapijtenreeks met “de geschiedenis van Tobias”. Deze Brusselse tapijten uit de renaissanceperiode behoren tot de topstukken uit de Gaasbeekse collectie. In de vitrinekasten bevinden zich kostbare documenten zoals het testament van Rubens en zijn huwelijkscontract met Hélène Fourment.
- 7. Kamer van raadsheer Scockaert

Deze kamer in régencestijl is genoemd naar een zeventiende-eeuwse kasteelbewoner. De achterwand wordt volledig ingenomen door een alkoof die zo uit “les liaisons dangereuses” lijkt te komen. De Brusselse wandtapijten dateren uit de barokperiode
- 8. Gotische kamer

Boven de schouwmantel prijkt een portret van Maria van Bourgondië (ca. 1480). De kamer is echter vooral beroemd omwille van de drie wandtapijten die er hangen : twee uit de zogenaamde zigeunerreeks, en een aristocratisch Brussels tapijt. Het grote hemelbed is voorzien van briefpanelen in middeleeuwse stijl. In de aanpalende trapzaal hangt onder meer een groot panorama van Gaasbeek, geschilderd in 1694 door Andries Immenraet, waarop u naast het kasteel ook de hele toenmalige omgeving kan zien.
- 9. Blauwe kamer

Naast het bijzonder mooie hemelbed met trompe-l'oeil – koordsculpturen valt hier vooral het aan Jan Mone toegeschreven albast met daarop het huwelijksportret van keizer Karel V en Isabella van Portugal op. Boven het lavabomeubel hangt een tondo uit het Florentijnse atelier van della Robbia.
- 10. Galerijzaal

Deze imposante ruimte vervulde indertijd de functie van salon én biljartzaal. De kamer maakt een bijzonder weelderige indruk door het rijke behang, de indrukwekkende schouw, de lambriseringen en de vele kunstwerken die langs de muren zijn opgesteld/opgehangen. In een hoek werd een neogotisch “lit de justice” neergepoot, met daarnaast een “aanbidding van de wijzen” door Pieter Coecke van Aelst, schoonvader en leermeester van Pieter Bruegel.
- 11. Zaal van de wacht

Oorspronkelijk was dit de vestibule, van waaruit de eretrap naar de “piano nobile” vertrok. In de schoorsteenmantel zijn de portretten van Egmond, Horne en Willem van Oranje verwerkt. Naast harnassen uit de zestiende eeuw ziet u een aantal helmen en ook de jachthoorn die volgens de overlevering ooit aan Egmond toebehoorde.
- 12. Eetkamer

Langs de muren zijn wandschilderingen aangebracht rond “de moraliteit van het banket” waarin dronkenlappen, veelvraten en andere parasieten worden afgebeeld tegenover een ernstig gezelschap dat wel weet hoe het hoort. De schilder, Charle Albert, portretteerde zichzelf uiterst rechts op de grote schildering (man met grijze baard) naast de Franse acteur Coquelin, ooit een minnaar van de markiezin.
- 13. Keuken

De kasteelkeuken is nog steeds “gebruiksklaar” met een heel arsenaal kruiken, schotels, potten, bekkens, roosters en ander kookgerei.  Opvallend is de zogenaamde “pisse-vinaigre” in aardewerk, en ook de schitterende klok in directoirestijl. De spreuk op de schouw, “alles op synen tijd” was het devies van de familie van Horne. Erg toepasselijk in een keuken (en voor het personeel in het Nederlands vertaald…)